# Yersinia pestis
A Yersinia pestis, korábbi nevén Pasteurella pestis egy enterobaktérium, amely a pestis kórokozója. Gram-negatív, fakultatív anaerob pálca. A történelem során több, az európai kontinens lakosságának több mint harmadát elpusztító járványt váltott ki.

## A fertőzés lefolyása
A fertőzést közvetítő vektor a bolha, mely fertőzött állatok vérét szívva, majd az emberre áttelepedve közvetíti a kórt. A baktérium a bolha tápcsatornájában koaguláz enzimet választ ki, mely a sejteket összetapasztja, ezzel lezárva az állat gyomrát. A kiéhezett bolha új élelemforrást keres, és csípésekor az összetapadt baktériumcsomókból leszakadó darabok bejutnak a gazda keringésébe. A baktérium annak ellenére, hogy a fagociták felismerik és megtámadják tovább képes szaporodni. Idővel bejut a nyirokcsomókba, ahol duzzanatot hoz létre főleg a nyaki és lágyéki területen. Ezek idővel elfeketednek és kifakadhatnak, kellemetlen szagú, gennyes sebet hozva létre. Ez az ún. bubópestis, ebben a fázisban a halálozási arány kb. 30-40%. A nyirokcsomók egy ideig kiszűrik a kórokozót, de csak ideiglenesen képesek visszatartani. Ha ezen a védelmi vonalon is átjut a baktérium, tüdőgyulladást, tüdővizenyőt, meningitist okoz. Ebben a fázisban a halálozási arány már a 100%-hoz közelít, valamint már cseppfertőzéssel, vagyis köhögés útján is fertőz. Harmadik típusa a szeptikus pestis, mely akkor jelentkezik, ha a kórokozók a tüdőből, vagy nyirokcsomókból visszajutnak a véráramba. Ez az egész testben gyulladási folyamatot idéz elő, mely magas lázzal és magas fehérvérsejtszámmal (leukocitózis) jár. Ebben a stádiumban a fertőzés szinte kivétel nélkül halálos.
A bubópestis sztreptomicin és tetraciklin antibiotikumokkal általában gyógyítható, de a tüdőpestis és szeptikus fertőzés esetén a kezelés gyakran hatástalan.

## Felfedezése, története
1894-ben fedezte fel Alexandre Yersin francia-svájci orvos és bakteriológus egy hongkongi járvány folyamán. A felfedezéskor a Pasteurella pestis nevet kapta, de 1967-ben Yersinia pestisre nevezték át. Valószínűleg Kelet-Afrikából származik, máig is itt fordul elő a legtöbb megbetegedés. A legveszélyeztetettebb területnek Madagaszkárt tartják.
Az Európában pusztító yersinia pestis eredeti megjelenési helye a legutolsó tudományos kutatások alapján Közép-Ázsiában, a mai Kirgizisztán területén található.
Iszik-köl nevű tó melletti település sírjaiból vett DNS mintákból (halottak fogbél mintája) kimutatták az eredeti baktériumtörzs genomját.
Az első pestisvakcinát 1896-ban állították elő.